# Chojny
Chojny [ˈxɔi̯nɨ] är en by i Powiat kolski i det polska vojvodskapet Storpolen. Chojny är beläget 3 kilometer nordost om Koło och 121 kilometer öster om Poznań.

## Andra världskriget
Den 5 september 1939 bombades byn av en skvadron ur Luftwaffe. Omkring 60 ortsbor dödades.